# Raïon national allemand de Vannovskoïe
Le raïon national allemand de Vannovskoïe (en allemand : Deutschen Nationalkreis Wannowskoje ; en russe : Ванновский немецкий национальный район, Vannovski nemetski natsionalny raïon) est un raïon national (1928-1941) du kraï du Nord-Caucase (1928-1934), puis de celui de Azov-Mer noire (1934-1937) et de celui de Krasnodar (1937-1941) en république socialiste fédérative soviétique de Russie.
Il fut formé le 8 février 1928 d'une partie du raïon de Kropotkine, habitée en majorité par des Allemands. Son centre administratif était Vannovskoïe.
Il recouvrait initialement les localités de Vannovskoïe, Leonovskoïe, Semionovskoïe et Cheremetievskoïe.
En 1941, il comprenait les onze selsovets de Vannovskoïe, Krasni, Leninski, Posselkovi, Leonovskoïe, Marinski, Novoïvanovski, Novosselovski, Severokoubanski, Severine et Semionovskoïe.
Il fut dissous le 4 mai 1941 et son territoire intégré au raïon de Tbiliskaïa.